# Против Эратосфена
«Речь против Эратосфена, бывшего члена коллегии Тридцати, произнесённая самим Лисием» — одна из речей афинского оратора Лисия, произнесённая им лично во время суда над Эратосфеном в 403 году до н. э. Считается наиболее ранней в творчестве этого автора. Её текст полностью сохранился. Предположительно оратор не смог добиться обвинительного приговора, но речь принесла ему известность и помогла стать логографом. 

## Содержание и история текста
В 403 году до н. э. афиняне свергли власть Тридцати тиранов. Некоторые из Тридцати (в частности, Эратосфен) были амнистированы, остались жить в родном городе и даже продолжили политическую деятельность. Оратор Лисий в 403 году до н. э. привлёк Эратосфена к суду, обвинив его в беззаконном убийстве своего брата Полемарха. Лисий сам выступил в роли обвинителя, и эта речь — единственная из сохранившихся, которую он произнёс лично (все остальные были написаны для заказчиков). Это ещё и самая ранняя из всех речей Лисия, которые можно уверенно датировать.
Оратор рассказал присяжным о преступлениях Тридцати тиранов: о преследовании метэков ради наживы, о несправедливых казнях и лишении гражданских прав. Отвечая на его вопросы, Эратосфен признал, что лично арестовал Полемарха и отвёл его в тюрьму, но заявил, что позже протестовал против смертного приговора. Тогда Лисий обвинил его во лжи и потребовал для него смертной казни. Отдельно оратор высказался против покойного к тому времени Ферамена, соратником которого называли Эратосфена его защитники.

Наступила наконец для вас та минута, когда в душе вашей не должно быть места чувству снисхождения и сострадания. Нет, вы должны наказать Эратосфена и его соправителей. Вы побеждаете внешних врагов на поле битвы; не давайте же внутренним врагам побеждать вас в суде.
— Лисий. Против Эратосфена 79.
Об исходе дела сохранившиеся источники ничего не сообщают. Скорее всего подсудимый был оправдан. Позже Лисий написал защитную речь для Эвфилета, который убил любовника своей жены по имени Эратосфен, и многие исследователи полагают, что речь идёт о тиране; это используется как аргумент в пользу оправдательного приговора в суде 403 года до н. э.
Несмотря на вероятную неудачу, речь Лисия привлекла к оратору всеобщее внимание. Благодаря этому он, потерявший при Тридцати тиранах всё состояние, смог стать успешным логографом (человеком, писавшим для других судебные речи за деньги). В последующие годы Лисий, судя по всему, чаще других логографов получал заказы от клиентов. «Речь против Эратосфена» — одна из 23 его речей, текст которых полностью сохранился. В корпусе сочинений Лисия она публикуется под номером XII.